# 長谷川美紅
長谷川 美紅（はせがわ みく、1980年4月2日 - ）は、日本のAV女優。
誕生月日が3月3日のプロフィールもある。

## 略歴
2003年にAVデビュー。
2009年よりAVに復帰。復帰後は熟女系のAV女優として活動。

## 出演作品

### アダルトビデオ
2003年
- ハメ撮り強制 〜欲望のままに〜（7月10日、ワンズファクトリー）
- 素人マダムズ [LEVEL A] 其の十四（8月15日、ジャパンホームビデオ）他出演:辻美奈代、叶麗子、樋口真由、仲原綾
- レズられた私 〜The Short Stories〜（8月16日、SODクリエイト）共演:貴水らん 他出演:田村麻衣、加山由衣、姿麗子、きくま聖
- AV女優にデビュー!（8月29日、ケイ・エム・プロデュース）他出演:宮田優希、中里愛菜、白石みなみ、白石ゆかり
- 九条院流 人妻調教（10月1日、エーティ）
- 家庭教師はガマンできない 12（10月9日、クリスタル映像）他出演:朝比奈りり子、朝比奈さなえ、月丘るな、岬あゆむ、夕凪ななか
- 発情ダブルま〇こ 痴女教育（11月10日、ドグマ）共演:志村愛
- 金蹴り姉妹 〜厳格な父の金玉を破壊し、家を飛び出す2人の姉妹の物語〜（12月4日、SODクリエイト）共演:梅宮かおる

2004年
- 酔娘伝 第七章（1月9日、桃太郎映像出版）他出演:安寿、竹内美珠、青木真紀
- いいオンナに犯されたい!!（1月23日、ケイ・エム・プロデュース）他出演:臼井利奈、はらだはるな、春野さくら、上条えりか、桜井流々、松山理江
- ミセスアナル 〜華麗なる挑戦〜（4月15日、マドンナ）他出演:宮原未遊
- 美人バスガイド恥辱ツアー 2（4月30日、笠倉出版社）他出演:若月樹里、小池笑美
- 凌辱仕置人スペシャル 女処刑人 凌辱人間狩り（5月8日、アタッカーズ）共演:灘ジュン、芹沢遥、桜田さくら、岡崎美女
- MATERIALS バック・フェティッシュ（5月10日、AVS）
- 美脚巨乳艶姿（5月20日、鬼姫）他出演:望月るあ、春菜まい、長谷川瞳
- いじめんせつ FILE.06（5月26日、ビッグモーカル）他出演:桜田さくら、星川みなみ、大西みお、長島隆子、藍山みなみ、朝比奈りり子、北原萌、竹内まり
- 貴婦人野外露出 4（6月16日、ビッグモーカル）他出演:君島怜子、朝比奈りり子
- イイ女狩り 2（6月18日、ケイ・エム・プロデュース）他出演:立花里子、藤森かおり、芹華、西村あみ、若月樹里、夕凪ななか
- 淫乱OL発情日記（7月23日、ケイ・エム・プロデュース）他出演:立花里子、藤森かおり、芹華、西村あみ、若月樹里、夕凪ななか
- 裏ハメ撮り 生挿入 -参-（8月21日、白虎）他出演:京野真里奈
- OLスペルマバンク（9月24日、シャイ企画）他出演:望月るあ、里見ケイ
- 12人のカリスマアイドル きれいなお姉さん 2（12月24日、ケイ・エム・プロデュース）他出演:早坂ひとみ、如月カレン、中島京子、臼井利奈、藤森かおり、青山遥、春野さくら、上条えりか、上原深雪、白浜あんな、伊東梨花

2005年
- 新 素人人妻トリプルA（3月7日、ルビー）他出演:米田由香、篠田ゆかり、水野明美、菊田香織

2006年
- 陵辱調教淫乱M奴隷（9月15日、デジタルドリーム）他出演:三上翔子、久米かおる
- 隣のエロ気持ちいい奥さん（11月20日、ネクストイレブン）他出演:赤坂あい、風間恭子、望月加奈、木下まお、今井リンコ、白山ゆり、あずさ

2009年
- TABOO 03（1月1日、プレステージ）
- 「美淑女の尻に勃起したチ○ポを擦りつけ贅沢SPECIAL」 VOL.2（1月8日、DANDY）他出演:若菜、永井あいこ ほか
- 美人教師 暴行現場 36（1月10日（レンタル）／2月9日（セル）、クリスタル映像）他出演:東野愛鈴、加藤ツバキ、山咲リリィ、愛良ひより、黒谷彩乃
- 憧れの先生は絶品ボディ!! 2（1月24日（レンタル）／2月20日（セル）、クリスタル映像）他出演:鷹宮りょう、葉山みなみ、明佐奈、緋村由衣、平井柚葉
- エロ一発妻 AVに応募してきた主婦たち 14（2月11日、プレステージ）
- 独占!人の妻ワイドスペシャル すごくいい、主人でこんなに感じたことない! 夫は知らない妻たちの欲求が爆発する瞬間（2月21日、アテナ映像）他出演:杉本はるか、楠木爽子、宮本早苗
- 義父に犯されて… 美嫁いぢり（4月7日、マドンナ）
- 未亡人 柔肌の悶え 23（4月18日（レンタル）／5月29日（セル）、クリスタル映像）他出演:江口まりな、椿みゅう、西岡まき、ゆりあ
- 牝犬バーテンダー 鼻虐浣腸（6月1日、シネマジック）
- 人妻交尾（6月4日、タカラ映像）
- 昼下がりの淫ら妻 32（7月25日（レンタル）／8月21日（セル）、クリスタル映像）他出演:浅倉彩音、木村よしの、野島あさみ、松田悠希、堀川真央
- なめ地獄（8月13日、センタービレッジ）
- 麗しの奥さん 【三】（8月20日、アイエナジー）
- アソバレテ…。 美人人妻派遣社員（9月7日、マドンナ）
- 禁断介護 義父に乳房を吸わせる美人嫁（9月17日、グローリークエスト）
- 嫁と義父 2（9月20日、ドリームステージエンタテインメント）共演:上原ともみ
- 誰か、私を抱いて下さい。（10月1日、VENUS）
- CineMagic DVD ベスト30 No5 （10月1日、シネマジック）…他出演:篠原ケイ、真野沙代、花宮あみ、柳田やよい、川上ゆう、宮崎あい、前野美伽、葵みちる、新垣さくら、水上結衣、藍花、久我舞、樹林れもん、浅井千尋、若槻朱音、愛乃彩音、白河ゆりか、円城ひとみ、ゆめのみみ、結城綾音、柿本真緒、黒澤エレナ、青山亜里沙、他
- 人妻恥悦旅行（10月15日、グローリークエスト）
- 人妻女教師バス痴漢（11月7日、マドンナ）
- 僕のペットはお母さん 2 〜家庭内義母調教〜（11月16日、Nadeshiko）共演:上原ともみ
- 清楚な妻は性処理相手（11月19日、タカラ映像）
- 美しい僕のおばさん（12月7日、マドンナ）

2010年
- 堕ちた万引き妻 魔性の情愛凌辱（1月7日、マドンナ）
- 黒人巨大マラVS長谷川美紅 中出し破壊メガピストン（1月10日、グローバルメディアエンタテインメント）
- 兄嫁中出し相姦 夫の就寝中に夜這いされ…（1月25日、スターパラダイス）
- 近親相姦 お母さんの玩具になった僕（2月6日、NOBLE）
- 人妻恥悦旅行 再び…（2月18日、グローリークエスト）
- 夫の前で調教して下さい（2月25日、マドンナ）
- 団地妻 午後の人妻マ○コは淫ら汁でビチャビチャ（3月25日、ビッグモーカル）他出演:春風えみ、愛内凛
- 人妻デッサンモデル 〜あなたの目で犯してください〜（3月25日、マドンナ）
- 変態宣言 第三号（3月25日、プレステージ）
- 今日から私がお母さん（4月3日、ルビー）
- 丸ごと! 長谷川美紅8時間（4月25日、マドンナ）※総集編
- もっこりパンツの上からチ○ポをいじくり発射させる女たち（5月1日、V（ヴィ））他出演:石川鈴華、成瀬心美、安堂エリカ、紗奈、川上ゆう、早乙女ルイ、葉月奈穂
- 美熟女レズビアン 〜甘美に匂い立つ女の花園〜（5月7日、マドンナ）共演:佐藤みき
- 人妻×涎×イラマチオ （5月13日、MOODYZ）
- 羞恥が癖になる女 〜人前での失禁快楽に溺れる生保レディ〜（6月7日、マドンナ）
- 夜這い 友達のお姉さんを犯る（6月19日、VENUS）
- ［体験型プライベートAV］人妻があなたの部屋にやってくる! Episode 03（6月25日、アテナ映像）
- 閉ざされた母子家庭（7月7日、マドンナ）
- S級熟女としてみませんか （7月19日、VENUS）
- 人妻折檻（8月7日、マドンナ）
- 中出しソープ 麗しの熟女湯屋 新婚ラブラブ専門店（8月10日、グローバルメディアエンタテインメント）
- トイペをください…。 （9月16日、タカラ映像）
- ［体験型プライベートAV］人妻があなたの部屋にやってくる! Episode 08（9月24日、アテナ映像）
- み〜んな一緒に筆おろしましょ（10月7日、タカラ映像）
- センズリふたなり熟女 2（10月10日、グローバルメディアエンタテインメント）他多数出演
- かよいづま 9時から17時の隣人逢瀬（11月18日、タカラ映像）
- 浣腸美熟女（11月25日、ダスッ!）

2011年
- 近親相姦 義息のパンツでオナニーする淫乱義母（1月1日、VENUS）
- 人妻デリバリー 23 （2月11日、クリスタル映像）他出演:加納瞳、新城さおり、音和礼子、徳澤えみり
- 非日常的悶絶遊戯 ためらいながらもついつい応じてしまう押しに弱い奥様、美紅の場合（2月13日、AVS）
- 湯けむり近親相姦 母子入浴交尾（2月19日、VENUS）
- 嫁のアナル 〜愛する夫に尻穴を捧げる健気な女〜（2月25日、マドンナ）
- S級熟女コンプリートファイル 長谷川美紅4時間（3月1日、VENUS）※総集編
- 近親相姦 マン毛ボーボーの母（3月17日、センタービレッジ）
- 近親［無言］相姦 あなた、ごめんなさい…（3月19日、VENUS）
- オレのカミさんとヤラないか? 13（4月7日、グローリークエスト）
- パンスト美脚妻の淫靡な匂い（4月19日、VENUS）
- 近親○姦ママ大好き（4月22日、クリスタル映像）
- 丸ごと! 長谷川美紅 コンプリートBEST 4枚組16時間（4月25日、マドンナ）※総集編
- 中出し近親相姦 母子恥辱交尾（5月19日、VENUS）
- 親族相姦 きれいな叔母さん（6月19日、VENUS）
- 連続アクメ近親相姦 〜ひたすらイキまくる母〜（7月19日、VENUS）
- 長谷川美紅でござひます。（12月16日、タカラ映像）※総集編

2013年
- あなたの凌辱が忘れられなくて…（8月7日、マドンナ）
- S級熟女コンプリートファイル 長谷川美紅 4時間 其之弐（9月1日、VENUS）※総集編
- 義兄（ぎあに） 〜堕落未亡人美紅〜（9月7日、マドンナ）
- 私、本当は犯されたいんです。（10月7日、マドンナ）
- 母子相愛 〜秘密のデート〜（10月10日、Yellow Duck）他出演:美山蘭子、真矢志穂、若林美保
- 廃品回収された女（12月7日、アタッカーズ）

2014年
- 出張!熟女ソープ 長谷川美紅をお届けします 独身男性に強制中出しさせちゃいました（1月2日、センタービレッジ）
- 麗しのマネキン夫人 〜人形に恋した男の妄想セックス〜（1月19日、VENUS）
- 絶対に僕から視線を外さない母さんの愛欲セックス（1月23日、センタービレッジ）
- 狙われた女社長 都内高級マンションに独りで住む美人経営者を中出し調教（2月1日、エマニエル）